# Паразит (Лукиан)
«Паразит, или О том, что жизнь за чужой счет есть искусство» (др.-греч. Περὶ τοῦ Παρασίτου ὅτι Τέχνη ἡ Παρασιτική) — сатирический диалог Лукиана Самосатского, в котором нахлебник, паразитирующий в богатом доме,  «в смехотворно преувеличенной форме восхваляет свое положение».

## О диалоге
Произведение представляет собой сатиру на философский диалог, сам диалогический метод и риторический трактат. Из диалогических сочинений Лукиана обстоятельный и педантичный «Паразит», наряду с «Анахарсисом» и «Гермотимом», в наибольшей степени демонстрирует платоновское влияние, хотя и смешанное с таковым Средней и Новой комедии и, возможно, развивает идею «Лемниянок» Антифана.
Странность языка и необычность манеры выражения могли бы заставить усомниться в авторстве Лукиана, если не знать о его блестящих способностях к стилизации. Terminus post quem для написания диалога — возвращение Секста Херонейского на родину от двора императора Марка Аврелия (§ 52).

## Содержание
Участники далога Тихиад и Симон-парасит. Тихиад удивляется, каким образом Симону, не владеющиму никакими умениями, удалось довольно неплохо устроить свою жизнь. Собеседник возражает, заявляя, что овладел наилучшим из возможных искусств (τέχνη) — прихлебательством (в оргинале «паразитизмом», Παρασιτικη, § 1). Он не меньше гордится искусством нахлебника, чем Фидий гордился своим Зевсом и нисколько не стыдится так именоваться (§ 2). В §§ 3—8 паразит доказывает, что прихлебательство есть искусство, поскольку оно соответствует философскому определению этого понятия как «совокупность навыков, приобретенных упражнением для некоей полезной в делах житейских цели» (§ 4). Паразиту надо уметь разбираться в людях, чтобы не ошибиться в выборе того, за чей счет он намерен кормиться (§ 4), умение располагать к себе хлебосольного хозяина словами и поступками, а также знать толк в кулинарии (§ 5). По предложению Тихиада Симон дает определение своему искусству: «Прихлебательство есть искусство пить и есть и потребные для сего слова говорить, а целью своей оно имеет наслаждение» (§ 9). В подтверждение своей идеи он цитирует гомеровского Одиссея, воспевающего чинно пирующих гостей, нагло утверждая, что в цитате речь идет именно о паразитах (§ 10).
Любителю легкой жизни Симону в диалоге противопоставляется Эпикур, как образец философии, весьма почитавшийся Лукианом, но бессовестный паразит нападает и на Эпикура, объявившего целью своей философии достижение блаженства (наслаждения). Симон утверждает, что этот тезис украден Эпикуром у паразитов и к тому же сам этот философ своей цели достичь не может, поскольку отвлекается на рассуждения и споры о природе вещей. Паразит же «не тревожимый никакими подобными вопросами, он кушает и спокойно укладывается спать, раскинув руки и ноги, как некогда Одиссей, отплывая с острова Схерии домой» (§ 11). Кроме того, каким бы великим ни был Эпикур, для поддержания жизни ему нужно питаться, а еду он может раздобыть двумя способами: либо за чужой счет, и тогда он сам паразит, либо за собственный, и тогда блаженство для него недостижимо, даже если он состоятельный человек, ибо в любом случае не избавлен от хлопот по организации застолья, в отличие от нахлебника, приходящего на все готовое (§ 12).
Затем Симон берется доказать, что его искусство превосходит все прочие, так как, в отличие от них, не связано никакими ограничениями, приносит удовольствие уже в процессе освоения и в дальнейшем паразит, в отличие от всех остальных, вынужденных так или иначе трудиться, блаженствует каждый божий день (§ 13—20). На упрек в том, что нехорошо брать чужое, паразит отвечает, что за стол люди приглашают только тех, кого считают друзьями (§ 21—25).
После этого паразит начинает доказывать, что прихлебательство превосходит все прочие искусства по-отдельности, в том числе высшие из них: философию и риторику, ссылаясь на то, что риторы и философы сами не могут договориться о сущности своей доктрины, а значит таковой вовсе не существует, поскольку не выработано общее понятие, искусство же питаться за чужой счет повсюду одинаково, и у греков, и у варваров (§ 26—30).
Далее он перечисляет философов, которые по его мнению были нахлебниками у тиранов или пытались стать таковыми: в этом перечне приведены Эсхин (§ 32), Аристипп (§ 33), сам великий Платон, который дважды пытался подвизаться при дворе сицилийских тиранов, но оба раза «пал по врожденной своей неспособности удержать место за чужим столом» (§ 34), что делает его похожим на его незадачливого соотечественника Никия. Нахлебниками, по его мнению, были Аристоксен, Еврипид, Анаксарх и Аристотель (§ 35—36). Итак, были философы, желавшие стать паразитами, но не бывало паразита, желавшего бы заняться философией (§ 37—38).
В случае призыва на войну откормленные и пышущие здоровьем паразиты безусловно превосходят статью тощих философов и риторов (§ 39—41), к тому же знаменитые риторы Исократ, Демад, Эсхин, Филократ, Гиперид, Демосфен, Ликург либо вообще не воевали, либо показали себя трусами (§ 42), а среди философов только Сократ отважился на участие в битве при Делии и в результате позорно бежал, укрывшись в палестре (§ 43).
Наконец, Симон пускает в ход самый сильный аргумент — непререкаемый в античности авторитет Гомера, и утверждает, что самые великие герои эпоса паразиты, а именно Нестор и Идоменей, ежедневно пирующие за столом у Агамемнона, в то время как Аякса туда приглашают лишь однажды, после доблестного поединка с Гектором (§ 44—45). Патрокл по его мнению также был не другом, а именно паразитом, воспитанным в доме Ахилла, что, якобы, доказывается приведенными по этому поводу гомеровскими цитатами (§ 46—47), представляющими собой настоящее издевательство над классиком. То же касается служителя Идоменея Мериона (§ 47).
Национальный афинский герой Аристогитон, был не только любовником Гармодия, но и паразитом при нем, ибо «вполне естественно, чтобы разделяющие трапезу делили и ложе тех, кто их кормит» (§ 48) и своим тираноборческим подвигом прославил всех, практикующих искусство паразитизма (§ 48).
В сражении здоровый и плотно пообедавший паразит, несомненно, встанет в первых рядах сражающихся, а хозяин, дорожащий своим нахлебником, будет прикрывать его щитом, как Аякс Тевкра (§ 49).

И если даже случится паразиту пасть в битве, то, уж конечно, ни начальнику, ни рядовому воину не придется стыдиться за его труп: кажется, что, дородный и рослый, он возлежит прекрасно средь прекрасного пира. И очень стоит взглянуть на растянувшееся рядом с ним тело философа: сухой, грязный, с длинной и тощей бородою, тщедушный человек, который умер раньше, чем началась битва. Кто не почувствует презрения к такому городу, видя, сколь злосчастны его щитоносцы? Кто не подумает, видя распростертыми этих людишек, желтых и волосатых, что город, имея недостаток в защитниках, освободил для войны заключенных в тюрьмах негодяев? Так вот каковы оказываются на войне прихлебатели по сравнению с риторами и философами.
— Паразит. 50
В мирное время паразит всегда возьмет верх над философом в палестре, на охоте и на пиру, так как превосходит философа телесными кондициями, привык расправляться с животными за столом, а значит, не испугается их и в лесу, на пиршестве же прихлебатель чувствует себя как рыба в воде, тогда как философ будет там подобен собаке в бане (§ 51).
Безмятежная и сытая жизнь паразита не идет ни в какое сравнение с жизнью философов, снедаемых самомнением, жаждой славы и денег (§ 52—56) и даже смерть паразита, находящего «блаженнейший конец среди яств и питья» (§ 57), превосходит таковую у многих философов, окончивших свои дни в нужде и изгнании (§ 57).
Последним вопросом остается польза, которую нахлебник приносит своему хозяину, и Симон разъясняет сомнения Тихиада следующим образом: вкушая пищу в одиночестве, даже самый богатый человек выглядит бедняком, потому паразит придает блеск жизни хозяина, подобно тому как воина красят доспехи, а одеяние знати пурпурная полоса. «И, конечно, паразит украшает богача, богач же никогда не украшает паразита» (§ 58). Кроме того, злоумышленнику сложнее поднять руку на богача, окруженного паразитами, и пытаться извести богача при помощи яда не получится, так как паразит первым попробует все кушания, и не позволит богатому вкушать пищу одному, но предпочтет погибнуть, кушая с ним вместе (§ 59).
Обезоруженный всей этой аргументацией соперник решает изменить свою жизнь и пойти учиться искусству паразитирования (§ 60).